# 八岳中信高原國定公園
八岳中信高原國定公園（日语：／ Yatsugatake-Chūshin Kōgen Kokutei Kōen），是位在日本長野縣、山梨縣的國定公園。1964年6月1日指定。面積38,957ha。

## 地理

### 山
- 聖山（日语：聖山 (長野県)）
- 冠著山（日语：冠着山）
- 三才山（日语：三才山）
- 武石峰（日语：武石峰）
- 美原
- 鉢伏山（日语：鉢伏山 (筑摩山地)）
- 高法師山（日语：高ボッチ山）
- 霧峰（火山）
- 赤岳（日语：赤岳 (八ヶ岳山系)）
- 橫岳（日语：横岳 (八ヶ岳)）
- 硫磺岳（日语：硫黄岳 (八ヶ岳)）
- 中岳（日语：中岳 (八ヶ岳)）
- 阿彌陀岳（日语：阿弥陀岳）
- 峰之松目（日语：峰の松目）
- 權現岳（日语：権現岳 (八ヶ岳)）
- 編笠山（日语：編笠山）
- 西岳
- 天狗岳（日语：天狗岳）
- 箕冠山
- 根石岳（日语：根石岳）
- 茶臼山（日语：茶臼山 (八ヶ岳)）
- 丸山
- 中山
- 縞枯山（日语：縞枯山）
- 北橫岳（日语：北横岳）
- 双子山
- 蓼科山（火山）
- 八子峰

## 主要景點
- 八岳
- 美原
- 蓼科高原（日语：蓼科高原）
- 白樺湖（日语：白樺湖）

## 關連市町村
- 長野縣 - 松本市、諏訪市、塩尻市、茅野市、岡谷市、下諏訪町、長和町、原村、佐久穗町、小海町、南牧村
- 山梨縣 - 北杜市

## 集團設施地區
| 地區名 | 面積    | 所在地                 | 使用人數（人） |
| ------ | ------- | ---------------------- | -------------- |
| 立科   | －      | 長野縣北佐久郡立科町   | 43,000         |
| 八千穗 | 279.0ha | 長野縣南佐久郡佐久穗町 | 276,000        |
| 霧峰   | －      | 長野縣諏訪市           | 2,285,000      |
| 鹽嶺   | －      | 長野縣岡谷市、鹽尻市   | 314,000        |
| 美之森 | －      | 山梨縣北杜市           | －             |
| 觀音平 | －      | 山梨縣北杜市           | －             |

## 關連項目
- 國定公園